# Atractus gigas
Atractus gigas — вид змій родини полозових (Colubridae). Ендемік Еквадору.

## Поширення і екологія
Atractus gigas мешкають на тихоокеанських схилах Еквадорських Анд на північному заході країни, від гір Кордильєра-де-Інтаг в провінції Імбабура на південь до провінцій Санто-Домінго-де-лос-Тсачилас і Котопахі. Вони живуть в гірських хмарних лісах, трапляються в садах і на плантаціях. Зустрічаються на висоті від 1550 до 2500 м над рівнем моря.

## Збереження
МСОП класифікує стан збереження цього виду як близький до загрозливого. Atractus gigas загрожує знищення природного середовища.